# 吉田屋 (青森県)
株式会社吉田屋（よしだや）は、青森県八戸市にある調理会社。

## 概要
北海道大野村（現・北斗市）出身の吉田亀五郎により創業、亀五郎が包丁を持参して上京する途上で尻内駅（現・八戸駅）で宿を取るために途中下車した際に駅員が亀五郎の身なりを見て「賄いを作らないか」と提案したことをきっかけに八戸での事業展開を行う事となった。
八戸駅を中心に駅弁を製造しているほか、仕出し・注文弁当の製造販売を行っている。また新青森駅、東京駅、上野駅などJR各駅にも卸している。直営店舗としては、JR新函館北斗駅に併設する北斗市観光交流センター2FのBENTO CAFÉ 41°GARDENがあり、北斗市が北緯41度に位置することに因んだ店名とした。
全国各地のスーパーマーケットやデパートの催事コーナーで行われる駅弁フェアにも積極的に出品。最盛期には1日2万食を製造し、八戸市内から全国へ発送していた。
また、過去には旅館業・飲食店・土産店も営んでいた。

## 沿革
- 1892年（明治25年） - 日本鉄道より八戸駅構内営業が許可される[1][注釈 1]。
- 1926年（昭和元年） - 駅前に旅館を兼ねた本社社屋を新築[1]。
※この建物は旅館として使用され、その後食事処「酒楽亭」となり、現在は「居楽屋「かくれ庵 千年の宴」八戸東口駅前店」となっている。
- 1953年（昭和28年） - 「有限会社吉田屋」設立。
- 1961年（昭和36年） - 「八戸小唄寿司」発売。この弁当は1967年（昭和42年）[要出典]に日本観光新聞社主催の全国駅弁コンクールで第1位となった[5]。
- 2002年（平成14年）3月 - 東北新幹線八戸延伸に合わせて「一期一会」を製造・販売開始。
- 2002年（平成14年）12月 - 八戸駅構内売店を廃止、八戸駅での駅弁販売をNREに委託。
- 2006年（平成18年） - 本社機能と工場を現在地に移転。
- 2008年（平成20年） - （有限会社50周年記念商品）販売[6]題字とプレミアムカードは片岡鶴太郎画伯[7]
- 2013年（平成25年）4月  東京工場（東京都江東区新木場1-14-3）が稼働。
- 2020年（令和2年）12月  復刻版  八戸小唄寿司  販売[6]
- 2022年（令和4年）5月 - 8年連続金賞受賞「ファベックス惣菜・べんとうグランプリ2022」駅弁・空弁部門で「銀座久兵衛」が金賞を「津軽海峡  海の宝船」が優秀賞を受賞[8]

## 主な事業
- 駅弁の企画・製造・販売
- 百貨店・スーパーなどでの催事の企画・商品供給
- タワーマンションなどの集合住宅エリアでの販売
- BENTO CAFÉ 41°GARDEN
- お土産店「小唄の里」
- 食事処「酒楽亭」 - 2008年（平成20年）3月23日閉店、同年6月25日「居楽屋「かくれ庵 千年の宴」八戸東口駅前店」として再開店。

## 製造駅弁
主な製品
- 八戸小唄寿司
  - 1958年に発売、鯖・紅鮭の押し寿司に三味線のバチをイメージしたナイフを添えた弁当[9]。派生商品として2020年には感染症対策を反映し個包装型でしめ鯖・紅鮭・ヒラメ白醤油漬けの3種の押し寿司を2個ずつ入れた「特製八戸小唄寿司」も発売された[10]。
- しっとりうにと大玉ほたて弁当
  - 自社独自製法の蒸しウニ「しっとりうに」と北海道産の大型のホタテをメインに醤油味のご飯とあわせた弁当。新函館北斗駅の支店「BENTO CAFE 41° GARDEN」とのコラボレーションとしている[3]。

その他
限定品や販売終了品など含む。
- 八戸小唄寿司
- こぼれイクラととろサーモンハラス焼き弁当
- 津軽海峡 海の宝船
- うにとウニと雲丹 味くらべ弁当
- 大玉ほたてとうに弁当
- 分とく山 特製海鮮幕の内
- 分とく山 金の磯めし あわびかに
- 銀座久兵衛 ばらちらし
- 銀座久兵衛 鯖棒ずし
- 銀座久兵衛 ばらちらし
- 銀座久兵衛 キャビア入りばらちらし
- SATOブリアン 本気の釜飯
- SATOブリアン 本気の釜飯
- 函館海鮮 かにいくら弁当
- 贅沢カニの棒肉 いくらのせ弁当
- 港町函館海鮮寿し
- 特製八戸小唄寿司
- いわて短角牛スタミナ源たれ弁当
- スタミナ源たれ焼肉弁当
- ずっしりうにの特製重
- 海女のうに弁当
- 金の輝き特製うに重
- アルファエックス弁当
- 津軽雪国海鮮ずし
- 濃厚カニミソかに盛りちらし
- ふわふわ二色の穴子わっぱめし
- 海鮮うにわっぱ
- ウニとイクラのせ熟成平目とサーモン寿司
- 海峡サーモンの醤油漬けとイクラ弁当
- 函館海宝煌めくイクラと大玉ほたて弁当
- 北の空 ローストビーフ焼肉弁当
- 海の宝船 かにといくら
- やっぱりカニ好き!!弁当
- 三陸産かきめしうにかにいくら
- 国産牛のやわらかい赤身ステーキと、三陸産カキ弁当
- 贅沢カニの棒肉いくらのせ弁当
- 極 うにかにいくら
- 函館海宝 大漁市場
- 港町函館海鮮寿し
- 函館市場寿し
- 函館うにの箱めし
- 函館五稜郭の春海鮮桜ずし
- 贅沢かに盛り極弁当
- かきめし対決弁当
- みちのくの春海鮮寿し
- ローストビーフ寿司うにいくらのせ
- ローストビーフの海鮮ちらし寿し
- 三陸産煮穴子めし
- あわび海鮮三色めし
- 北海海鮮かに御膳
- 大玉ほたてとうに弁当
- ほたてつくね入り大玉ほたてのわっぱめし
- ほたての王子様
- 海の幸せ 函館うに弁当
- やっぱり カキ好き!!弁当
- ローストビーフのにぎりいくらのせと牛スタミナ焼弁当
- 牛ステーキとあわびとかきの鉄板焼き弁当
- ウニ牛
- 魅惑の肉めしうにいくらのせ
- 牛ステーキ雲丹とすき焼き
- 白トリュフオイルをかけて
- 白トリュフ風味 ローストビーフのにぎり寿司
- 美しき極 八種の海鮮箱ずし
- いくらの重箱
- 北の海鮮五種の焼売弁当
- 極み肉寿し
- 北のうに御膳
- 三陸すし御膳
- うにと松茸の山菜ごはん
- 秋の王様 松茸と栗のせすき焼き弁当
- オール青森弁当 県産品と郷土料理オンパレード
- 秋の松茸 あんかけ五目釜飯
- 贅沢海鮮五目釜飯 雲丹いくら
- 贅沢海鮮五目釜飯 あわび雲丹いくら
- いちご煮めし-うにの炊き込みご飯-
- 三味一体さば寿し
- うにといくらのきらきら丼
- 八戸いいとこどり弁当
- うにバクダン
- 田子にんにくメガ弁当
- いわし蒲焼風弁当
- 大人の休日一期一会
- ヴァンラーレ八戸応援弁当（八戸駅内では週末のみ販売）[注釈 2]
- E2系はやて弁当
- E5系はやぶさ弁当（2011年八戸駅にて発売）
- H5系はやぶさ弁当（2016年新函館北斗駅にて発売）

## 不祥事
- 2023年（令和5年）9月、同月15日と16日に製造した商品を食した消費者より商品の異常や食中毒が多数報告され[11]、23日に八戸市保健所は、弁当による食中毒と断定しつつも、影響範囲を特定し切れないため、吉田屋の全種類の弁当について調査すること、それに伴い、吉田屋の全面的な営業禁止処分命令を発表[12]。保健所の発表と同日、吉田屋は自社サイトにて、連休の大量注文に対応するため、青森県外の業者から米飯を仕入れした際、受け入れるのに必要な処理が不足しており、付着菌が繁殖したものと考えているが、引き続き保健所と共に調査を進めていくとし、謝罪するとともに、今後は補償を進めていくと表明した[13]。10月21日に社長の吉田広城が記者会見し、新型コロナウイルス禍で落ち込んだ駅弁需要が回復し、製造能力を超えて委託したと明らかにし、「売り上げ重視だった。現場に無理をさせた」と述べた。米飯の搬入後、発注指示より温度が高いことに気付いたが、冷却して使用したとし、吉田社長は「冷却した独自の判断が大きな原因」と強調し「口に入るものを作っている自覚がもっと強ければ防げた。恥じている」と話した[14]。八戸市保健所は、衛生改善報告書の提出や立ち入り検査などを踏まえて営業禁止処分を11月4日付で解除[15]。

## その他
- 2004年（平成16年）5月12日にはNHK-BSで放送された「列島縦断最長片道切符の旅」内で紹介されるなど、マスメディアに登場することもある。
- 2016年（平成28年）3月に開通する予定の北海道新幹線の車内販売向けの弁当用に新函館北斗駅の駅前に、弁当工場を建設する意向を示している[16]。また、同駅に併設する北斗市観光交流センター2FでBENTO CAFÉ 41°GARDENを営業している[2]。